# 諸岡きゅうこ
諸岡 きゅうこ（もろおか きゅうこ、5月10日 - ）は、日本の漫画家。愛知県出身。
『ちゃお』および『ちゃおデラックス』（小学館）で執筆中。第359回ちゃおまんがスクールにて銀賞を受賞し、「I♥MY★ポニーテール」（ちゃおデラックス1994年秋号）でデビューした。都立国立高校で漫画研究部に所属していた。同じ『ちゃお』の塚本やよいとはデビューする前からの付き合いであり、仲が良い。

## 主な作品
- みらる1988
- 1月のタイムカプセル
- 青空ステップ
- ジャンプ!
- 花恋
- おめざめ眠り姫
- キスの温度
- 永遠のトモダチ

## コミックス
- 5つのあこがれお仕事ストーリー（阿南まゆき他との共著）
- まんが家さんになれるまんが（もりちかこ他との共著）
- 小学生だって恋したい（八神千歳他との共著）